# William Falconer (médecin)
Pour les articles homonymes, voir William Falconer et Falconer.
William Falconer est un médecin britannique né à Chester en 1744 et mort en 1824.
Il est un médecin distingué. On lui doit des recherches estimées sur L'Influence du climat (1781) et sur L'Influence des passions (1788).